# لي كاتوغني
لي كاتوغني (بالإنجليزية: Le Catogne)‏ هو أحد جبال سلسلة كتلة مونت بلاك ويقع في كانتون فاليز في سويسرا. يحتل المرتبة رقم 306 في قائمة جبال سويسرا من حيث الارتفاع، إذ يبلغ ارتفاعه حوالي 2598 متر، بينما يبلغ ارتفاع نتوء الجبل 1100 متر.